# Ryan O'Byrne
Ryan David O'Byrne, född 19 juli 1984 i Victoria, British Columbia, är en kanadensisk före detta professionell ishockeyspelare som spelade i National Hockey League (NHL) mellan 2007 - 2013 för lagen Montreal Canadiens, Colorado Avalanche och Toronto Maple Leafs. Efter 2013 blev spel i Kontinental Hockey League (KHL), National League (Schweiz) (NL) och Svenska hockeyligan (SHL) där han avslutade karriären 2016.

## Spelarkarriär
O'Byrne deltog i St. Michaels University i British Columbia och spelade två säsonger som junior i BCHL med Victoria Salsa och Nanaimo Clippers. Ryan draftades i den tredje rundan, 79:e totalt av Montreal Canadiens i NHL-draften 2003
O'Byrne var en toppförsvarare för sitt Cornell Big Red i ECAC, med sina 7 mål och 13 poäng på 28 matcher. O'Byrne blev senare tillfrågad av sin coach Mike Schäfer om att bli assisterande kapten men bestämde sig för att avstå det erbjudandet och skrev istället 9 augusti 2006 på ett tvåårskontrakt med Montreal Canadiens.
Efter ett träningsläger med Canadiens blev O'Byrne skickad till farmarlaget Hamilton Bulldogs i AHL för säsongen 2006–2007. Med endast 12 assist under grundserien dröjde det fram till slutspelet innan han gjorde sitt första mål.
Säsongen 2007–2008 återupptog O'Byrne spel med Hamilton innan han senare återkallades till Canadiens och gjorde sin NHL-debut, med två assist i en 4-2-seger över Boston Bruins den 6 december 2007. Ryan missade en månad av säsongen på grund av en bruten tumme, innan han återvände till spel och gjorde sitt första mål i en 6-4-förlust mot San Jose Sharks den 4 mars 2008. Han avslutade säsongen med att dela speltiden mellan Hamilton och Montreal.
16 juli 2008 skrev O'Byrne ett treårskontrakt med Canadiens. Säsongen 2009–2010 drabbades Ryan av en knäskada som gjorde att han missade 20 matcher. Den 4 december 2009 bytte han tröjnummer från 3 till 20 för att hedra Emile Bouchard för Canadiens Centennial-firandet. O'Byrne avslutade sin första fulla NHL-säsong, som innebar 55 matcher och 13 slutspelsmatcher som Canadiens nådde Eastern Conference-finalen.
Säsongen 2010–2011 hann O'Byrne endast spela 3 matcher innan han den 11 november 2010 trejdades till Colorado Avalanche i utbyte mot Michaël Bournival. I sin första match med Avalanche spelade Ryan det mesta han gjort under en match hittills.
Under NHL-lockouten 2012 anslöt O'Byrne sig till Victoria Grizzlies i BCHL som coach, men lämnade positionen för att istället spela för Florida Everblades i ECHL för att få istid och samtidigt effektivt arbeta i sin position som NHLPA:s representant för Avalanche.
3 april 2013 blev O'Byrne trejdad till Toronto Maple Leafs i utbyte mot ett draftval i fjärde rundan 2014.

## Statistik

### Klubbkarriär
| Säsong     | Lag                 | Liga       | Matcher | Mål | Assist | Poäng | Utv | Matcher | Mål | Assist | Poäng | Utv |
| 2001–02    | Victoria Salsa      | BCHL       | 52      | 2   | 9      | 11    | 91  | —       | —   | —      | —     | —   |
| 2002–03    | Victoria Salsa      | BCHL       | 32      | 3   | 6      | 9     | 94  | —       | —   | —      | —     | —   |
| 2002–03    | Nanaimo Clippers    | BCHL       | 9       | 2   | 4      | 6     | 24  | —       | —   | —      | —     | —   |
| 2003–04    | Cornell Big Red     | ECAC       | 31      | 0   | 2      | 2     | 71  | —       | —   | —      | —     | —   |
| 2004–05    | Cornell Big Red     | ECAC       | 33      | 3   | 7      | 10    | 68  | —       | —   | —      | —     | —   |
| 2005–06    | Cornell Big Red     | ECAC       | 28      | 7   | 6      | 13    | 69  | —       | —   | —      | —     | —   |
| 2006–07    | Hamilton Bulldogs   | AHL        | 80      | 0   | 12     | 12    | 129 | 22      | 2   | 5      | 7     | 32  |
| 2007–08    | Hamilton Bulldogs   | AHL        | 20      | 2   | 6      | 8     | 49  | –       | –   | –      | –     | –   |
| 2007–08    | Montreal Canadiens  | NHL        | 33      | 1   | 6      | 7     | 45  | 4       | 0   | 0      | 0     | 0   |
| 2008–09    | Hamilton Bulldogs   | NHL        | 18      | 1   | 5      | 6     | 35  | –       | –   | –      | –     | –   |
| 2008–09    | Montreal Canadiens  | NHL        | 37      | 0   | 5      | 5     | 58  | 2       | 0   | 0      | 0     | 2   |
| 2009-10    | Montreal Canadiens  | NHL        | 55      | 1   | 3      | 4     | 74  | 13      | 0   | 0      | 0     | 10  |
| 2010–11    | Montreal Canadiens  | NHL        | 3       | 0   | 0      | 0     | 4   | –       | –   | –      | –     | –   |
| 2010–11    | Colorado Avalanche  | NHL        | 64      | 0   | 10     | 10    | 71  | –       | –   | –      | –     | –   |
| 2011–12    | Colorado Avalanche  | NHL        | 74      | 1   | 6      | 7     | 57  | –       | –   | –      | –     | –   |
| 2012–13    | Florida Everblades  | ECHL       | 16      | 2   | 9      | 11    | 10  | –       | –   | –      | –     | –   |
| 2012–13    | Colorado Avalanche  | NHL        | 34      | 1   | 3      | 4     | 54  | –       | –   | –      | –     | –   |
| 2012–13    | Toronto Maple Leafs | NHL        | 8       | 1   | 1      | 2     | 6   | 6       | 0   | 0      | 0     | 4   |
| 2013–14    | HC Lev Praha        | KHL        | 43      | 2   | 7      | 9     | 51  | 22      | 2   | 4      | 6     | 60  |
| 2014–15    | HC Ambrì-Piotta     | NLA        | 13      | 0   | 2      | 2     | 16  | –       | –   | –      | –     | –   |
| 2015–16    | HV71                | SHL        | 28      | 2   | 3      | 5     | 78  | 3       | 0   | 0      | 0     | 0   |
| NHL totalt | NHL totalt          | NHL totalt | 308     | 5   | 34     | 39    | 369 | 25      | 0   | 0      | 0     | 16  |